# Jostein Gaarder
Jostein Gaarder, pronunciat /ˈju:staɪn ˈgɔːrdər/, (Oslo, 8 d'agost de 1952) és escriptor en llengua noruega i filòsof. Va ser professor d'història de les idees i de filosofia i és un dels escriptors més destacats de Noruega, per les seves novel·les, contes i relats. En els seus vint anys de trajectòria com a escriptor, Jostein Gaarder ha desenvolupat un univers imaginatiu on la reflexió sobre el passat s'uneix a les qüestions sobre
el futur. En aquest context, el filòsof noruec proposa una Declaració Universal de les Obligacions Humanes, amb especial atenció a la responsabilitat en matèria ecològica.

## Vida
Sa mare és professora i escriptora de llibres per a nens i son pare, director d'un col·legi. Va estudiar història de la religió, filologia escandinava, filosofia i història de les idees a la Universitat d'Oslo. Va arribar a ser professor d'aquesta universitat i ho va ser durant molts anys. L'any 1986 va fer un gran salt com a escriptor en publicar Diagnòstic i altres històries, un recull de contes. A començaments dels anys vuitanta va deixar la universitat i es va traslladar a Bergen, on va exercir de professor de filosofia i literatura en un institut fins als anys noranta. L'any 1990 va rebre el Premi Nacional de Crítica Literària de Noruega i el Premi Literari del Ministeri d'Afers Socials i Científics pel llibre de El misteri del solitari. L'èxit li va arribar amb El món de Sofia (1991), que va ser un llibre molt venut arreu del món. Al cap d'un parell d'anys ja estava traduït a més de cinquanta llengües. En deu anys se'n van vendre més de vint-i-sis milions d'exemplars a tot el món i el 2006 ja se'n comptaven trenta milions. L'Editorial Empúries va publicar-ne la versió catalana el 1995 amb molt bones crítiques. El 1992 va rebre el Premi Europeu de Literatura Juvenil.
Llavors va decidir canviar altre cop de vida, però aquesta vegada va abandonar completament l'ensenyament. Tot indica que l'èxit de El Món de Sofia va marcar un abans i un després a la seva vida. El 1997 va ser guardonat a Catalunya amb el Premi de Literatura Protagonista Jove.
Ha estat enormement criticat arran de la publicació d'un article al diari noruec Aftenposten. A la columna argumentava que la creació de l'Estat d'Israel al territori de Palestina era un fet injust. A més, condemnava certs aspectes de la política israeliana i criticava la religió jueva tot titllant-la d'arcaica i bel·licosa. Aquestes afirmacions el van portar a ser acusat greument d'antisemitisme, cosa que va afectar agudament la seva reputació.

## La Fundació Sofia
L'èxit de la novel·la El Món de Sofia li va aportar recursos econòmics a cabassos i l'any 1997 va decidir de crear una fundació per a gestionar-los. La Fundació Sofia ja fa molts anys que es dedica a donar suport a activitats per la preservació del medi natural. Cada any guardona una d'aquestes iniciatives amb el Premi Sofia.

## Obres
- 1986 Diagnosen og andre noveller (Diagnostic i altres històries)
- 1987 Barna fra Sukhavati (Els nens de Sukhavati)
- 1988 Froskeslottet (El palau de les granotes)
- 1990 Kabalmysteriet (El misteri del solitari)
- 1991 Sofies verden. Roman om filosofiens historie (El món de Sofia. Una novel·la sobre la història de la filosofia)
- 1992 Julemysteriet (El misteri del nadal)
- 1993 Bibbi Bokkens magiske bibliotek (La biblioteca màgica de Bibbi Bokken)
- 1993 I et speil, i en gåte (L'enigma i el mirall)
- 1996 Hallo? Er det noen her? (Que hi ha algú?)
- 1996 Vita Brevis
- 1996 Maya (Maya. Novel·la sobre la història de l'univers)
- 2001 Sirkusdirektørens datter (La filla del director del circ, títol publicat: el traficant de contes)
- 2003 Appelsinpiken (La noia de les taronges)
- 2006 Sjakk Matt (Escac i mat)
- 2006 De gule dvergene (Els nans grocs)
- 2008 Slottet i Pyreneene (El castell dels Pirineus)
- 2020 La mida justa (Amsterdam Llibres)

## Premis[5]
1990
- Premi del Departament de Cultura del Govern Noruec, per El misteri del solitari (Noruega)
- Premi nacional de la crítica literària en categoria de novel·la infantil i juvenil, per El misteri del solitari (Noruega)

1991
- Premi de literatura infantil Sonja Hagemann per El món de Sofia (Noruega)

1993
- Premi unitari de literatura dels llibreters escolars per El misteri del solitari, El món de Sofia i El misteri de Nadal (Noruega)
- LUCHS 84 per El món de Sofia (Alemanya)
- “Menzione” al Premi europeu de literatura juvenil per El misteri del solitari (Itàlia)

1994
- Premi de literatura juvenil per El món de Sofia (Alemanya)
- Guardó honorari Fortuna Bookstore
- Premi Wettergren de literatura infantil (Suècia)

1995
- Guardó Bancarella per El món de Sofia (Itàlia)
- Guardó Flaiano per El món de Sofia (Itàlia)
- Premi La Vanguardia (Espanya)

1996
- Escollit el Peer Gynt de l'any pel Parlament Noruec (Noruega)
- Premi Buxtehuder Bulle per L'enigma i el mirall (Alemanya)
- Premi Arzobispo Juan de San Clemente per El món de Sofia (Espanya)
- Premi internacional de literatura juvenil (Polònia)
- Premi dels llibreters per El món de Sofia (Canadà)

1997
- Festival poètic internacional de Bergen (Noruega)
- Premi Jugendbuchpreis per L'enigma i el mirall (Àustria)
- Premi internacional Fregene per El misteri del Nadal (Itàlia)
- Premi de literatura protagonista jove per El misteri del solitari (Catalunya)

2002
- Premi honorari The Brage

2003
- Premi de la llengua noruega per La noia de les taronges (Noruega)

2004
- Premi Willy Brandt

2005
- Reconeixement de l'orde reial noruec Saint Olav
- Honorary Degree al Trinity College (Irlanda)